# Андреевка (Архангельский район)
Андре́евка (баш. Андреевка) — деревня в Орловском сельсовете Архангельского района Республики Башкортостан России.

## Географическое положение
Расстояние до:
- районного центра (Архангельское): 19 км,
- центра сельсовета (Орловка): 2 км,
- ближайшей железнодорожной станции (Приуралье): 26 км.

Деревня расположена у старицы реки Зилим.

## Население
| 2002 | 2009 | 2010 |
| ---- | ---- | ---- |
| 46   | ↗53  | ↘46  |

Национальный состав
Согласно переписи 2002 года, преобладающая национальность — русские (85 %).